# Dario Scaglione
Dario Scaglione nome di battaglia "Tarzan" (Santo Stefano Belbo, 2 marzo 1926 – Valdivilla, 24 febbraio 1945) è stato un partigiano italiano, decorato con Medaglia d'argento al valor militare.

## Biografia
Dopo l'8 settembre 1943, aderisce alla resistenza; entra a far parte prima della Brigate Garibaldi e successivamente del 1º Gruppo Divisioni Alpine, di Enrico Martini, nella brigata comandata da Piero Balbo suo compaesano.
Il suo coraggio è testimoniato dall'allora parroco di Valdivilla, che gli dà conforto spirituale prima dell'esecuzione:
(don Mario Torchio Parroco)
Beppe Fenoglio tra l'altro suo compagno, nella stessa brigata, nel suo libro Il partigiano Johnny, racconta l'episodio di Valdivilla. La battaglia viene anche narrata in un racconto, L'erba brilla al sole, prima pubblicato in Secondo Risorgimento (Torino, Piemonte artistico e culturale, 1961, pp. 105–17), e poi confluito nell'edizione di Tutti i racconti (Torino, Einaudi, 2007). Nel racconto il personaggio porta il nome di battaglia Maté, ma una dedica di Fenoglio precisa: «Alla memoria di Dario Scaglione detto Tarzan».

## Letteratura
- Il partigiano Johnny di Beppe Fenoglio
- L'erba brilla al sole, racconto di Beppe Fenoglio, in Tutti i racconti, Torino, Einaudi, 2007, pp. 193–206.

## Filmografia
Dal libro nel 2000 è stato tratto il film omonimo, per il quale Piero Balbo ha prestato alcuni dei suoi indumenti utilizzati durante la resistenza, all'interprete principale Claudio Amendola.